# Nikomakhosz (festő)
Nikomakhosz vagy Thébai Nikomakhosz (görögül: Νικόμαχος )  (Kr. e. 360 – Kr. e. 320 között működött) görög festő. 

## Élete
Apellész kortársa volt Nikomakhosz, aki thébai volt és festő családban élt, hiszen édesapja és fia is festett. Vitruvius azt jegyzi meg művészetével kapcsolatban, hogy amennyiben a hírneve kisebb, mint kortársaié, az csak szerencsétlen véletlen, hiszen nem volt híján a tehetségnek.
Idősebb Plinius szerint a klasszikus kor egyik legnagyobb mestere volt. Számos mitológiai témájú képe közül „Perszephoné elrablásá”-t és „Négyes fogaton vágtató Győzelemistennő”-jét ókori ábrázolásokról ismerhetjük. Portrékat is festett, kortársai híresen könnyed és gyors festésmódjáról ismerték.
Nikomakhosz híres mondása is fennmaradt, hiszen egy alkalommal egy tudatlan ócsárolta Zeuxisz Helenéjét. Ő így szólt a becsmérlőhöz: „Vedd az én szememet, s akkor istennőnek fogod látni”.

## Külső hivatkozások
- Művész adatbázis: Ókori görög képzőművészek névjegyzéke. antikregiseg.hu. (Hozzáférés: 2010. december 12.)